# 火烧沟遗址
火烧沟遗址，位于中国甘肃省玉门市，为一个省级文物保护单位，类型为古遗址。
火烧沟遗址的历史年代为青铜时代。